# Лабораторія пошуку навколоземних астероїдів імені Лінкольна
Лабораторія пошуку навколоземних астероїдів імені Лінкольна (LINEAR) (англ. Lincoln Near-Earth Asteroid Research) — спільний проєкт Військово-повітряних сил США, НАСА і Лабораторії Лінкольна Массачусетського технологічного інституту. Створена для систематичного відкриття, вивчення й відстеження орбіт і характеристик навколоземних астероїдів. 

## Історія лабораторії
Початкові випробування почалися в 1972 році. На початку 1980-х був побудований дослідний зразок — ETS (Експериментальна випробувальна система) у Нью-Мексико. Програма LINEAR почала вести спостереження за навколоземними астероїдами, використовуючи «Наземну електронно-оптичну систему стеження за далеким космосом» (GEODSS) (англ. Ground-based Electro-Optical Deep Space Surveillance) — однометровий телескоп, побудований в 1996 році. Такі ширококутні телескопи були розроблені для спостереження з Землі за штучними супутниками. 
З березня по липень 1997 року використовувалася ПЗС-матриця розміром 1024 × 1024 пікселів, яка покривала лише 1/5 поля зору телескопа. У жовтні 1997 року була встановлена матриця розміром 1960 × 2560 пікселів, яка покривала вже половину поля зору. 

## Відкриття
З 1998 по 2003 рік лабораторія була основним місцем відкриття нових астероїдів. За даними на 31 грудня 2007 року, у LINEAR:
- спостерігалося 5 370 805 об'єктів
- виявлено 226 193 нових астероїдів 
  - у тому числі 2019 навколоземних астероїдів
- виявлено 236 комет.

Усі відкриття LINEAR були зроблені із застосуванням автоматизованих телескопів. 